# Lawrence West
Lawrence Kingsley West, detto Laurie (Vancouver, 4 settembre 1935), è un ex canottiere canadese, vincitore della medaglia d'argento nell'otto a Melbourne 1956.

## Biografia
Studente dell'Università della Columbia Britannica, West si laureò campione nazionale dell'otto nel 1954, successo che gli consentì di gareggiare ai casalinghi V Giochi dell'Impero e del Commonwealth Britannico di Vancouver dove vinse la medaglia d'oro.
L'equipaggio si sciolse nel 1955, ma West continuò a gareggiare per la sua Università con una squadra totalmente rinnovata vincendo un secondo titolo nazionale nel 1956 che gli garantì la partecipazione ai Giochi olimpici di Melbourne 1956 dove conquistò la medaglia d'argento.
Conseguita la laurea, diventò allenatore delle squadre di canottaggio della stessa università.

## Palmarès
- Giochi olimpici

Melbourne 1956: argento nell'otto.
- Giochi del Commonwealth

Vancouver 1954: oro nell'otto.